# Djizja
In staten waar islamitisch recht geldt is djizja (Arabisch: جزْية) een hoofdelijke belasting die wordt opgelegd aan volwassen niet-islamitische mannen die in een leger zouden kunnen dienen. In principe wordt de djizja niet opgelegd aan slaven, vrouwen, kinderen, monniken, ouden, zieken, kluizenaars en armen, maar in de zogenaamde Geniza-periode (11de tot halverwege 13de eeuw) van de moslimgeschiedenis was deze lijst uitzonderingen niet van toepassing in Egypte door de interpretatie van de daar geldende sjafitische rechtsschool. Niet-islamitische burgers die de belasting betalen mogen hun eigen godsdienst houden en krijgen een zekere mate van gemeentelijke autonomie. Bovendien hebben ze recht op bescherming van moslims tegen bedreiging van buitenaf, en hoeven ze niet te dienen in het leger. Tegenover het betalen van de djizja staat vrijstelling van allerlei vormen van belasting voor moslimburgers. Over het algemeen was de last van de djizja echter zwaarder dan die van moslimbelastingen als de zakat, zodat moslims voordeliger uit waren waarmee deze belasting een vorm van financiële onderdrukking en slavernij is.
De aparte belasting voor niet-moslims is gebaseerd op soera Het Berouw 29: Bestrijdt diegenen onder de mensen van het Boek, die in God noch in de Laatste Dag geloven, noch voor onwettig houden wat God en Zijn boodschapper voor onwettig hebben verklaard, noch de ware godsdienst belijden totdat zij de djizja met eigen hand betalen, terwijl zij onderdanig zijn.
De djizja wordt ook in de Hadith genoemd. Mohammed beveelt zijn generaals tegen ongelovigen te vechten en hen drie keuzes te geven. De generaals moeten hen eerst uitnodigen zich tot de islam te bekeren. Als ze dit weigeren, moeten ze djizja betalen. Als ze ook dit weigeren, zullen ze bevochten worden. De profeet Isa zal de djizja bij zijn wederkomst afschaffen.
In de gebieden die door de islam werden veroverd fungeerde de djizja als een prikkel om de inwoners te bekeren. Veel joden, christenen en zoroastriërs bekeerden zich tot de islam om aan de djizja te ontsnappen en om zich maatschappelijk te verbeteren. Aan de andere kant zaten moslimheersers om die reden niet altijd te wachten op bekeerlingen, omdat dit de belastinginkomsten verminderde. 
In Perzië werd de djizja betaald door zoroastriërs tot de opheffing in 1884, onder druk van een in India gevestigde zoroastrische organisatie op het toen heersende Kadjaren-vorstenhuis van Perzië. In Marokko werd de belasting in ieder geval in 1894 nog geheven, waarschijnlijk is de belasting tot de Franse kolonisatie in 1912 gebruikelijk geweest. Toen de Noormannen Zuid-Italië op de moslims veroverden werden de rollen omgedraaid en werden moslims verplicht tot het betalen van de djizja. 
Tot op de dag van vandaag wordt in bepaalde Arabische landen al dan niet officieel de djizja geheven, evenals in verscheidene islamitische landen in Afrika. We zagen deze term van 2014 tot 2019 ook steeds vaker opduiken onder het zelfuitgeroepen 'Islamitisch Kalifaat' van ISIS (IS) in Irak & Syrië (Islamitische Staat (in Irak en de Levant)).